# Ophiochiton ambulator
Ophiochiton ambulator är en ormstjärneart som beskrevs av Jean Baptiste François René Koehler 1897. Ophiochiton ambulator ingår i släktet Ophiochiton och familjen Ophiochitonidae. Inga underarter finns listade i Catalogue of Life.